# 페리스타시스

기둥(점)과 벽 사이에 페리스타시스가 있는 페립테로스

페리스타시스(Peristasis, 그리스어: περίστασις)는 고대 그리스의 페립테로스식 사원에서 켈라(나오스)를 둘러싼 기둥으로 이루어진 네 면의 현관 또는 복도이다. 이를 통해 사제들은 숭배 행렬에서 프테론(기둥)을 따라 켈라를 돌 수 있었다.
이러한 기둥 홀이 건물 내부가 아닌 안뜰이나 정원을 둘러싸고 있을 경우에는 페리스타일이라고 지칭한다.
교회 건축에서는 가톨릭 교회의 난간과 대제단(일반적으로 성소 또는 성단소라고 함) 사이의 공간을 지정하는 데에 사용되기도 한다.